# Gornja Kovačica
Gornja Kovačica – wieś w Chorwacji, w żupanii bielowarsko-bilogorskiej, w gminie Veliki Grđevac. W 2011 roku liczyła 290 mieszkańców.